# Jakub II. Stuart

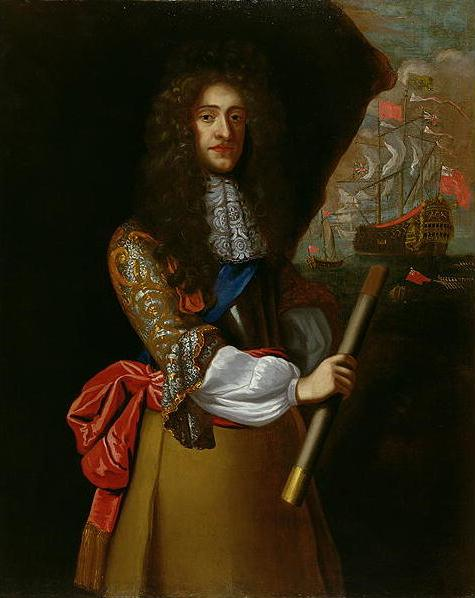
mladý Jakub II. jako vévoda z Yorku

Jakub II. Stuart (14. října 1633 St James's Palace – 16. září 1701 Saint-Germain-en-Laye). V letech 1685–1688 král Anglie, Skotska a Irska. Po svém vyhnání ze země žil v exilu ve Francii, kde nadále užíval královský titul. Od roku 1697 byl mezinárodně uznaným králem Anglie, Skotska a Irska de iure, zatímco jeho konkurent Vilém III. Oranžský vládl jako král Anglie, Skotska a Irska de facto. Jakub II. se stal posledním katolickým králem Anglie, Skotska (jako Jakub VII.) a Irska (pokud nepočítáme jeho potomky, kteří si trůn nárokovali, ale žili v exilu a neměli reálnou moc). Byl též posledním králem, který se tituloval jako král Skotů.

## Původ
Jakub II. Stuart pocházel z rodu Stuartovců. Byl druhým synem Karla I. Stuarta a jeho ženy Henrietty Marie Bourbonské z rodu Bourbonů, jeho starším bratrem byl Karel II. Stuart. V mládí držel titul vévody z Yorku a věnoval se vojenské kariéře.
Po vypuknutí anglické občanské války a uvěznění Karla I. se uchýlila Henrietta Marie s dětmi do exilu v Paříži, na dvůr svého synovce, francouzského krále Ludvíka XIV. Během svého vyhnanství se stal Jakub důstojníkem francouzské armády a jeho pokračující vojenská kariéra byla velmi úspěšná. Proslavil se jako výborný válečník na moři i na souši. Významných válečných vítězství dosáhl v první a druhé nizozemské válce.
Jeho první manželkou se stala Anna Hydeová, dcera hraběte z Clarendonu, se kterou se seznámil v době, kdy žil spolu s bratrem Karlem v exilu v Nizozemí. Se svou první ženou měl dceru Marii a Annu. Roku 1660 se Jakubův bratr Karel II. vrátil po jedenácti letech života ve vyhnanství zpět do Anglie a usedl na otcem ztracený trůn. Jakub zastával v armádě svého bratra hodnost prvního lorda admirality. Svůj první velký vojenský úspěch v bratrových službách zažil roku 1664, když přeplul Atlantský oceán a Nizozemcům odebral New Amsterdam, který se po Jakubovi, tehdy ještě vévodovi z Yorku, dodnes jmenuje New York.

## Konec úspěšné kariéry
Jakub měl od dětství velmi blízký vztah ke katolicismu (jeho matka byla katolička a své dětství a dospívání prožil v katolickém prostředí), který se mu v pozdějších letech stal osudným. Ještě v době vlády svého bratra Karla II. Jakub veřejně přestoupil k tomuto náboženství a musel složit všechny své funkce. Obyvatele převážně protestantské Anglie tímto svým činem velmi popudil a jejich hněv ještě zesílil, když se Jakubovou druhou ženou stala katolická princezna Marie Beatrice d'Este (Marie Beatrice z Modeny). Jakub byl po tomto skandálu nucen opustit královský dvůr v Londýně a uchýlit se do Skotska. Karel II. se ujal výchovy dcer svého bratra, které tak dospěly v protestantském prostředí.

## Obavy z katolického krále
Jelikož jeho bratr král Karel II. neměl manželské potomky, sílila ve společnosti obava, aby se katolicky smýšlející Jakub nestal někdy v budoucnu anglickým panovníkem. Na Karla II. byl dokonce vyvíjen politický tlak, aby uznal svého nemanželského syna Jamese Scotta, vévodu z Monmouthu za svého právoplatného dědice a bratra Jakuba z následnictví vyloučil. Karel II. však nic podobného neučinil. Po smrti Karla II. roku 1685 se tedy stal králem jeho bratr Jakub a přijal jméno Jakub II.

## Katolický král Jakub II.
Jakubova politika směřující k posílení královské moci a ke zrušení restrikcí namířených proti katolíkům vyvolávala od samého počátku všeobecnou nevoli. Jakub II. se dopustil zásadní chyby, když se snažil za každou cenu obsadit co nejvíce úřadů v zemi svými stoupenci. Narušil tím dosavadní samostatnost univerzit, nezávislost soudů, svobodu v obsazování provinčních úřadů místními lidmi, organizaci armády a námořnictva i samostatnost anglikánské církve. Počet stoupenců katolického krále byl od samého počátku malý, jelikož katolíci tvořili v té době asi jen pouhá 4 % obyvatel země.
Zatvrdil se i parlament, který většinu králových plánů zamítl. Už v prvním roce Jakubovy vlády proti němu povstal synovec James Scott, vévoda z Monmouthu v čele tzv. Monmouthova povstání. Povstání však bylo potlačeno a vévoda Monmouth popraven. Roku 1688 se zdálo, že Jakubovi konečně začíná přát štěstí, jelikož se jemu a jeho manželce po patnácti letech manželství konečně narodil živý a zdravý syn (všechna předchozí Mariina těhotenství skončila potratem nebo porodem mrtvého dítěte nebo dítě nepřežilo nejútlejší věk). Narození syna ale s konečnou platností rozhodlo o osudu otce. Skupina majitelů velkých panství a vysokých hodnostářů se v té chvíli rozhodla zbavit zemi katolického krále i jeho potomka z druhého manželství. Obrátili se tedy na protestanta Viléma III. Oranžského s výzvou, aby se ujal trůnu Anglie, Skotska a Irska. Vilém III. Oranžský, zeť a synovec Jakuba II. (jeho matkou byla Jakubova sestra Marie Henrietta Stuartovna a manželkou nejstarší Jakubova dcera Marie II. Stuartovna), se vylodil se svou silnou armádou a během několika týdnů se většina obyvatel země postavila na jeho stranu.
Jakuba II. jako panovníka odmítli nejen jeho poddaní, ale také obě dcery – nejen Marie, manželka Viléma III. Oranžského, ale dokonce i mladší Anna. Jakub II. uprchl se svou ženou a synem do Francie a podruhé ve svém životě se ocitl ve vyhnanství. U ostatních královských dvorů v Evropě byla zpráva o zbavení legálního monarchy trůnu přijata s odporem a Vilém III. Oranžský byl označen za uzurpátora. Dokonce i v samotné Anglii se ozvaly protestní hlasy. Sám arcibiskup canterburský, hlava protestantské anglikánské církve a donedávna Jakubův velký odpůrce a vězeň, nové vládce neuznal a odmítl svou účast na korunovaci Viléma III. Oranžského a Marie Stuartovny. Také Skotsko a Irsko tuto změnu na trůně neuznaly, ale posléze byl souhlas v těchto zemích prosazen silou. V těchto zemích i v Anglii však ještě dlouho působilo hnutí jakobitů, kteří podporovali a prosazovali právo Jakuba II. a jeho potomků na anglický trůn.

## V exilu
Po příchodu do Francie byl Jakub II. srdečně přivítán a přijat svým bratrancem Ludvíkem XIV. jako právoplatný král Anglie, Skotska a Irska. Ludvík XIV. předal Jakubovi a jeho rodině do užívání zámek v Saint-Germain. Jakub si na přepychový a bezstarostný život v exilu velmi rychle zvykl a se svým osudem se smířil. Jeho manželka a Ludvík XIV. ale měli zcela jiné plány a společně donutili Jakuba k pokusu o vojenskou invazi do Anglie a znovuzískání trůnu. Jakub II. a jeho žena se před touto výpravou obrátili na některé katolické vládce s prosbou o pomoc, ale byli odmítnuti.

## Výpad do Irska
V březnu 1689 se Jakubova armáda nalodila ve francouzském Brestu a zanedlouho přistála v Corcaigh, na území katolického Irska. Guvernér Irska, katolík lord Tyrconnel, se postavil do čela irské armády a uvítal Jakuba II. po jeho příjezdu do země. Jakub II. okamžitě svolal irský parlament a následně došlo k násilnému pronásledování Angličanů žijících v Irsku, což Jakuba a jeho přívržence příliš nenadchlo. Irové totiž pojali celou událost jako boj za svou nezávislost na Anglii, což ale Jakub II. původně vůbec nezamýšlel. Snahy Irů byly tajně podporovány i Ludvíkem XIV., který se snažil o to, aby v Irsku vznikl stát, zcela závislý na Francii, v jehož čele by stál poddajný Jakub II. Nerozhodnost Jakubových a irských velitelů nakonec vedla k tomu, že se Angličané věrní Vilémovi III. Oranžskému vzpamatovali a porazili irské oddíly v bitvě u Newton Butleru. V téže době skončilo také povstání ve Skotsku a plán společného útoku na Anglii ze Skotska a Irska ztroskotal. V létě roku 1689 se celý Ulster přihlásil k Vilémovi a v srpnu dorazily posily z Anglie. Celou věc nakonec rozhodla 1. července 1690 bitva u Boyne, v níž byla spojená vojska Jakuba II. a Irů poražena. Tři týdny po bitvě, 20. července, byl Jakub II. zpět ve Francii.
Irské povstání za samostatnost trvalo ještě rok. Poté, co bylo tvrdě potlačeno, bylo Vilémem III. Oranžským veškeré katolické obyvatelstvo Irska zbaveno části práv – katolík se od této chvíle nemohl stát soudcem, poslancem, advokátem, policistou, nemohl vlastnit půdu, nemohl studovat na univerzitách a nesměl opustit zemi. Zpustošením Irska skončil první pokus hlavní rodové linie Stuartovců o návrat do Anglie.

## Závěr života
V Anglii ale zatím pomalu narůstala nespokojenost s vládou Viléma III. Oranžského, která byla způsobena především tím, že se Vilém obklopoval věrnými Holanďany a opomíjel rady anglických politiků. Řada vlivných šlechticů navázala styk s Jakubem II., žijícím nadále v exilu, a znovu ožily úvahy o návratu jeho rodu na trůn. Jedním z prvních, kdo navázal s Jakubem kontakt, byl významný vojevůdce John Churchill, vévoda z Marlborough.

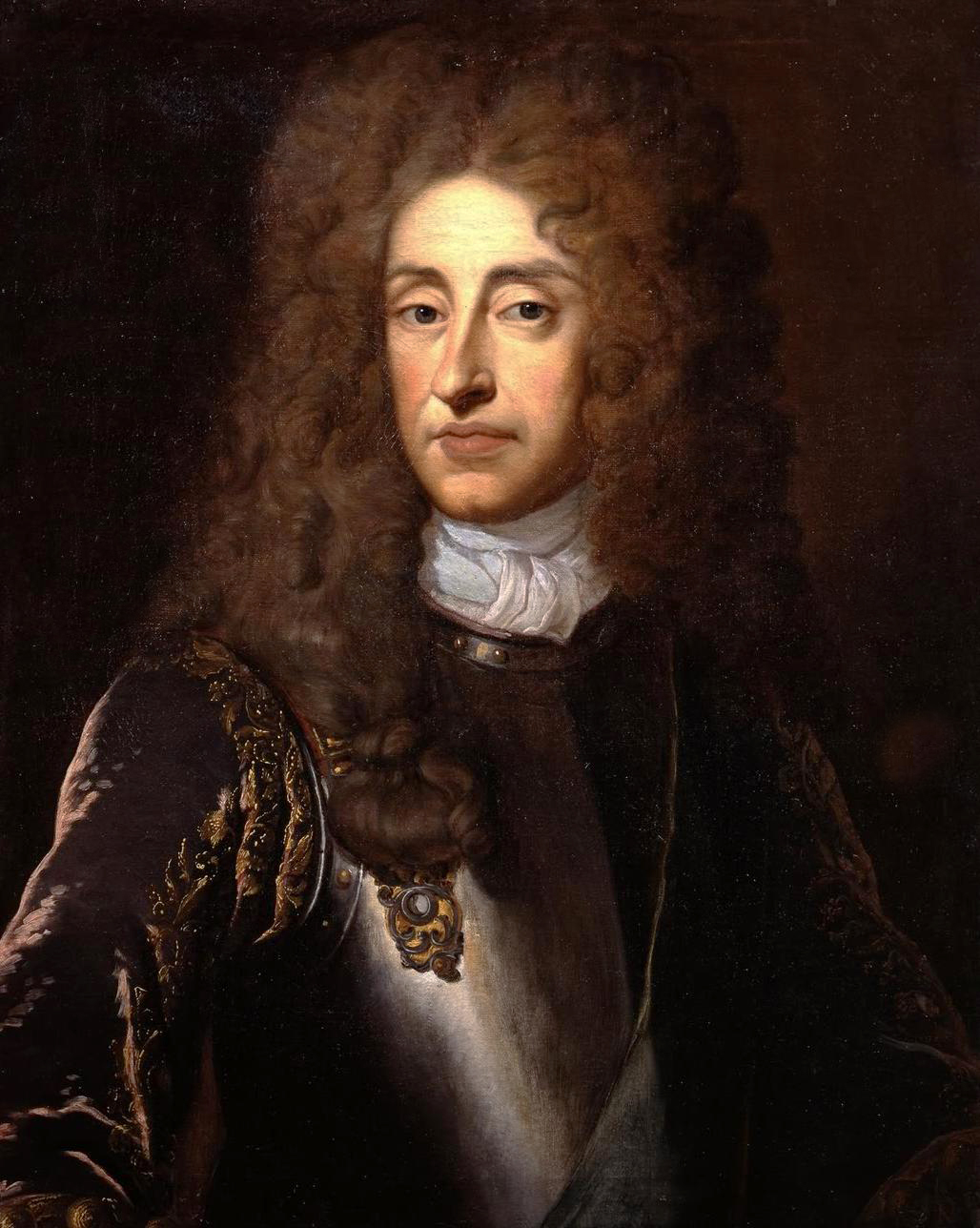
Jakub II. v exilu

Ludvík XIV. zatím připravoval další válečnou výpravu proti Vilémovi III. Oranžskému. Tento plán ztroskotal námořní bitvou u La Hague v dubnu 1692, kdy byla zcela zničena francouzská flotila. Ludvík XIV. se o svého bratrance Jakuba II. rozhodl postarat tak, že mu nabídl alespoň uvolněný polský trůn, což Jakub rezolutně odmítl. Jakub nebyl všemi svými porážkami nijak zvlášť zarmoucen a už dávno se smířil s myšlenkou, že znovuzískání anglické, skotské a irské koruny čeká až na jeho syna. Většinu času trávil Jakub II. na modlitbách, na honech a v kruhu své milované rodiny. Přesto byl ještě roku 1696 učiněn poslední pokus o změnu situace. Tehdy měl být Vilém III. Oranžský, spolu s několika nejbližšími poradci, unesen cestou na lov. Plán byl ale prozrazen. V roce 1697 skončila válka Augšpurské ligy s Francií. V rámci mírové dohody byl Vilém III. Oranžský uznán Ludvíkem XIV. za anglického krále de facto, zatímco Jakub II. zůstal anglickým králem de iure. Toto rozhodnutí přijaly i jiné státy. Vilém III. Oranžský byl natolik spokojen s výsledkem mírových dohod, že svému tchánovi a strýci Jakubovi II. nabídl, že pokud ten rezignuje na nároky na trůn, jmenuje Vilém III. Oranžský svým nástupcem Jakubova syna Jakuba Františka Stuarta (jak Vilémovo manželství s Marií II. Stuartovnou, tak manželství Anny Stuartovny zůstalo bez přeživších potomků).
Pod vlivem své ženy Jakub II. tento vstřícný návrh odmítl. Vilém svou nabídku zopakoval ještě jednou, a to v roce 1700, ale byl opět rezolutně odmítnut. Tím se před hlavní mužskou rodovou linií Stuartovců uzavřela poslední cesta k legálnímu návratu na trůn, který po smrti Anny Stuartovny připadl Hannoverským. V březnu 1701 prodělal Jakub silnou mozkovou mrtvici během mše v Saint-Germain-en-Laye. Na radu hlavního králova lékaře Fagona se odjel léčit do lázní Bourbon-l'Archambault. Jakub II., anglický král de iure, zemřel 16. 9. 1701 ve vyhnanství v Saint Germain ve Francii. Ludvík XIV. umírajícímu Jakubovi II. slíbil, že se o jeho rodinu a děti postará jako vlastní otec, což dodržel. Tělo krále Jakuba II. bylo později převezeno do Říma a pohřbeno v papežské hrobce ve velechrámu sv. Petra.

## Potomci Jakuba II.

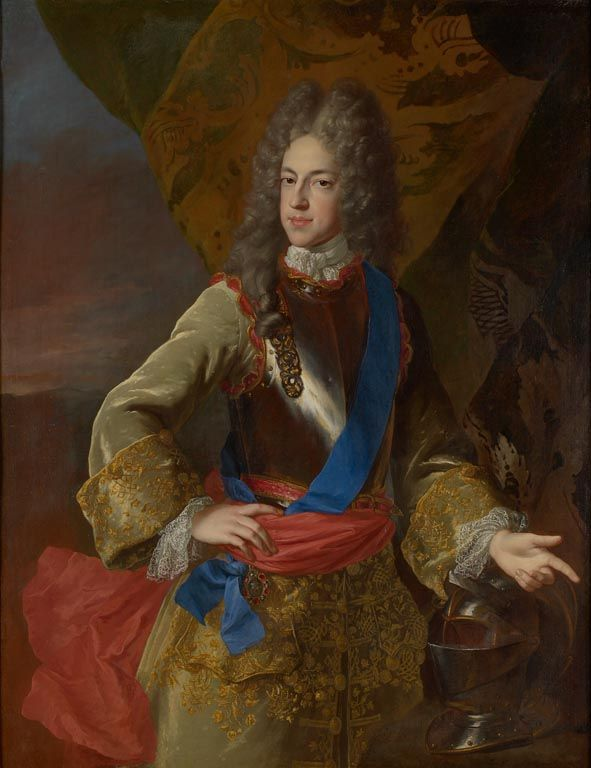
Jakubův syn Jakub František Stuart

Potomci z prvního manželství s Annou Hydeovou:
- Karel (22. října 1660 – 5. května 1661)
- Marie II. Stuartovna (30. dubna 1662 – 28. prosince 1694), královna Anglie, Skotska a Irska v letech 1689–1694, ⚭ 1677 Vilém III. Oranžský (14. listopadu 1650 – 8. března 1702), místodržitel Spojených provincií nizozemských
- Jakub (12. července 1663 – 20. června 1667), vévoda z Cambridge, baron z Dauntsey
- Anna Stuartovna (6. února 1665 – 1. srpna 1714), královna Anglie a Skotska, od r. 1707 královna Velké Británie, ⚭ 1683 Jiří Dánský (2. dubna 1653 – 28. října 1708)
- Karel (4. července 1666 – 22. května 1667)
- Edgar (14. září 1667 – 8. června 1669), vévoda z Cambridge
- Jindřiška (*/† 1669)
- Kateřina (*/† 1671)

Potomci z druhého manželství s Marií Beatrici d'Este:
- Kateřina Laura (10. ledna 1675 – 3. října 1676), zemřela na tremor
- Isabel (28. srpna 1676 – 2. března 1681)
- Karel (*/† 1677)
- Alžběta (*/† 1678)
- Charlotta Marie (*/† 1682)
- Jakub František (10. června 1688 – 1. ledna 1766), princ z Walesu, jakobitský pretendent anglického a skotského trůnu, ⚭ 1719 Marie Klementina Sobieska (18. července 1702 – 18. ledna 1735)
- Luisa Marie Teresa (28. června 1692 – 20. dubna 1712), zemřela na neštovice, svobodná a bezdětná

## Vývod z předků
|                  |                               |  |                      |                           |  |  |  |  |  |  |  | Matyáš Stuart, IV. hrabě z Lennoxu |
|                  |                               |  |                      |                           |  |  |  |  |  |  |  |                                    |
|                  | Jindřich Stuart, lord Darnley |  |                      |                           |  |  |  |  |  |  |  |                                    |
|                  |                               |  |                      |                           |  |  |  |  |  |  |  |                                    |
|                  |                               |  |                      | Markéta Douglasová        |  |  |  |  |  |  |  |                                    |
|                  |                               |  |                      |                           |  |  |  |  |  |  |  |                                    |
|                  | Jakub I. Stuart               |  |                      |                           |  |  |  |  |  |  |  |                                    |
|                  |                               |  |                      |                           |  |  |  |  |  |  |  |                                    |
|                  |                               |  |                      | Jakub V. Skotský          |  |  |  |  |  |  |  |                                    |
|                  |                               |  |                      |                           |  |  |  |  |  |  |  |                                    |
|                  | Marie Stuartovna              |  |                      |                           |  |  |  |  |  |  |  |                                    |
|                  |                               |  |                      |                           |  |  |  |  |  |  |  |                                    |
|                  |                               |  |                      | Marie de Guise            |  |  |  |  |  |  |  |                                    |
|                  |                               |  |                      |                           |  |  |  |  |  |  |  |                                    |
|                  | Karel I. Stuart               |  |                      |                           |  |  |  |  |  |  |  |                                    |
|                  |                               |  |                      |                           |  |  |  |  |  |  |  |                                    |
|                  |                               |  |                      | Kristián III. Dánský      |  |  |  |  |  |  |  |                                    |
|                  |                               |  |                      |                           |  |  |  |  |  |  |  |                                    |
|                  | Frederik II. Dánský           |  |                      |                           |  |  |  |  |  |  |  |                                    |
|                  |                               |  |                      |                           |  |  |  |  |  |  |  |                                    |
|                  |                               |  |                      | Dorotea Sasko-Lauenburská |  |  |  |  |  |  |  |                                    |
|                  |                               |  |                      |                           |  |  |  |  |  |  |  |                                    |
|                  | Anna Dánská                   |  |                      |                           |  |  |  |  |  |  |  |                                    |
|                  |                               |  |                      |                           |  |  |  |  |  |  |  |                                    |
|                  |                               |  |                      | Oldřich III. Meklenburský |  |  |  |  |  |  |  |                                    |
|                  |                               |  |                      |                           |  |  |  |  |  |  |  |                                    |
|                  | Žofie Meklenburská            |  |                      |                           |  |  |  |  |  |  |  |                                    |
|                  |                               |  |                      |                           |  |  |  |  |  |  |  |                                    |
|                  |                               |  |                      | Alžběta Dánská            |  |  |  |  |  |  |  |                                    |
|                  |                               |  |                      |                           |  |  |  |  |  |  |  |                                    |
| Jakub II. Stuart |                               |  |                      |                           |  |  |  |  |  |  |  |                                    |
|                  |                               |  |                      |                           |  |  |  |  |  |  |  |                                    |
|                  |                               |  | Karel IV. Bourbonský |                           |  |  |  |  |  |  |  |                                    |
|                  |                               |  |                      |                           |  |  |  |  |  |  |  |                                    |
|                  | Antonín Bourbonský            |  |                      |                           |  |  |  |  |  |  |  |                                    |
|                  |                               |  |                      |                           |  |  |  |  |  |  |  |                                    |
|                  |                               |  |                      | Františka z Alençonu      |  |  |  |  |  |  |  |                                    |
|                  |                               |  |                      |                           |  |  |  |  |  |  |  |                                    |
|                  | Jindřich IV. Francouzský      |  |                      |                           |  |  |  |  |  |  |  |                                    |
|                  |                               |  |                      |                           |  |  |  |  |  |  |  |                                    |
|                  |                               |  |                      | Jindřich II. Navarrský    |  |  |  |  |  |  |  |                                    |
|                  |                               |  |                      |                           |  |  |  |  |  |  |  |                                    |
|                  | Jana III. Navarrská           |  |                      |                           |  |  |  |  |  |  |  |                                    |
|                  |                               |  |                      |                           |  |  |  |  |  |  |  |                                    |
|                  |                               |  |                      | Markéta z Angoulême       |  |  |  |  |  |  |  |                                    |
|                  |                               |  |                      |                           |  |  |  |  |  |  |  |                                    |
|                  | Henrietta Marie Bourbonská    |  |                      |                           |  |  |  |  |  |  |  |                                    |
|                  |                               |  |                      |                           |  |  |  |  |  |  |  |                                    |
|                  |                               |  |                      | Cosimo I. de Medici       |  |  |  |  |  |  |  |                                    |
|                  |                               |  |                      |                           |  |  |  |  |  |  |  |                                    |
|                  | František I. Medicejský       |  |                      |                           |  |  |  |  |  |  |  |                                    |
|                  |                               |  |                      |                           |  |  |  |  |  |  |  |                                    |
|                  |                               |  |                      | Eleonora Toledská         |  |  |  |  |  |  |  |                                    |
|                  |                               |  |                      |                           |  |  |  |  |  |  |  |                                    |
|                  | Marie Medicejská              |  |                      |                           |  |  |  |  |  |  |  |                                    |
|                  |                               |  |                      |                           |  |  |  |  |  |  |  |                                    |
|                  |                               |  |                      | Ferdinand I. Habsburský   |  |  |  |  |  |  |  |                                    |
|                  |                               |  |                      |                           |  |  |  |  |  |  |  |                                    |
|                  | Johana Habsburská             |  |                      |                           |  |  |  |  |  |  |  |                                    |
|                  |                               |  |                      |                           |  |  |  |  |  |  |  |                                    |
|                  |                               |  |                      | Anna Jagellonská          |  |  |  |  |  |  |  |                                    |
|                  |                               |  |                      |                           |  |  |  |  |  |  |  |                                    |